# Чалый, Александр Александрович
Александр Александрович Чалый (укр. Олександр Олександрович Чалий; род. 3 апреля 1954, Винница) — украинский дипломат и чиновник. Бывший первый заместитель Министра иностранных дел, бывший заместитель главы Секретариата Президента Украины.
Имеет дипломатический ранг Чрезвычайного и Полномочного Посла Украины (2 октября 1997).
Владеет украинским, английским, русским и португальским языками.
Находится в базе Миротворец.

## Биография

### Образование
В 1977 году окончил Киевский национальный университет им. Т. Шевченко, факультет международных отношений и международного права. Кандидат юридических наук, специальность — международное право.

### Карьера
В 1977—1984 годах — ассистент, старший преподаватель юридического факультета Киевского национального университета им. Т. Шевченко.
В 1984—1987 годах — профессор в Школе права Республики Гвинея-Бисау.
В 1987—1989 годах — старший преподаватель, доцент юридического факультета Киевского национального университета им. Т. Шевченко.
В 1989—1993 годах — доцент, заместитель декана юридического факультета по научной работе Киевского национального университета им. Т. Шевченко.
С 16 февраля по 22 марта 1993 года — первый заместитель начальника Договорно-правового управления МИД Украины.
С 22 марта 1993 по 12 мая 1995 года — начальник Договорно-правового управления МИД Украины.
В 1993—1995 годах — член коллегии МИД Украины, глава делегации Украины на переговорах с Россией и Румынией о заключении базовых политических договоров.
С 12 мая 1995 по 4 июля 1998 года — Чрезвычайный и Полномочный Посол Украины в Румынии.
С 2 июля 1998 по 21 сентября 2001 года — первый заместитель Министра иностранных дел Украины, член коллегии МИД.
С 8 января по 7 декабря 2001 года — первый заместитель министра — Постоянный Представитель Украины в СЕ, член коллегии МИД.
С 21 августа 2001 по 15 июля 2003 года — государственный секретарь Министерства иностранных дел Украины по вопросам европейской интеграции, постоянный представитель Украины при Совете Европы.
19 ноября 2003 года был включён в состав координационного совета по связям с Организацией экономического сотрудничества и развития.
С 15 июля 2003 по 14 мая 2004 года — первый заместитель Министра иностранных дел Украины по вопросам европейской интеграции.
С 2004 по 2006 год — вице-президент консорциума Индустриальный союз Донбасса.
С 21 сентября 2006 по 3 сентября 2008 года — заместитель главы Секретариата Президента Украины.
По состоянию на 2020 год являлся президентом украинского филиала международной компании Grant Thornton International, предоставляющей аудиторские и консалтинговые услуги. Член «группы мудрецов» ОБСЕ.
С сентября 2021 года — учредитель и член Попечительского совета Института государственной эффективности.
29 марта 2022 года участвовал в составе украинской делегации на переговорах с российской делегацией в Стамбуле, проходивших в ходе вторжения России на Украину.

## Награды и отличия
- Заслуженный юрист Украины (2002)[19]. Кавалер ордена «За заслуги» II (2007)[20] и III (1997)[21] степеней.
- Командор ордена Заслуг перед Республикой Польша (4 декабря 2007 года, Польша)[22].
- Офицер ордена «За заслуги перед Литвой» (13 ноября 2006 года, Литва)[23].

## Взгляды
Сторонник нейтрального статуса Украины и противник вступления Украины в НАТО. 14 февраля 2020 года во время Мюнхенской конференции по безопасности стал подписантом документа «12 шагов для укрепления безопасности Украины», который был подписан совместно с Российским советом по международным делам. В 2020 году Чалый вошёл в состав «инициативы 16 июля».